# Tadžikistan na Svjetskom prvenstvu u atletici 2015.
Tadžikistan se na Svjetskom prvenstvu u atletici 2015. u Pekingu natjecao s dva predstavnika i jednim osvojenim odličjem. Srebrno odličje za Tadžikistan osvojio je Dilšod Nazarov u bacanju kladiva.

## Osvajači odličja
| Atletičar      | Disciplina      | Nadnevak     | Rezultat |
| -------------- | --------------- | ------------ | -------- |
| Dilšod Nazarov | Bacanje kladiva | 23. kolovoza | 78,55 m  |

## Rezultati

### Muškarci

#### Bacačke discipline
| Atletičar      | Disciplina      | Kvalikacije | Kvalikacije | Završnica | Završnica |
| Atletičar      | Disciplina      | Rezultat    | Plasman     | Rezultat  | Plasman   |
| -------------- | --------------- | ----------- | ----------- | --------- | --------- |
| Dilšod Nazarov | bacanje kladiva | 75,56       | 7.          | 78,55 m   |           |

### Žene
| Atletičar          | Disciplina | Kvaifikacije | Kvaifikacije | Poluzavršnica     | Poluzavršnica     | Završnica         | Završnica         |
| Atletičar          | Disciplina | Vrijeme      | Plasman      | Vrijeme           | Plasman           | Vrijeme           | Plasman           |
| ------------------ | ---------- | ------------ | ------------ | ----------------- | ----------------- | ----------------- | ----------------- |
| Kristina Pronženko | 200 metara | 25,77        | 8.           | Nije se plasirala | Nije se plasirala | Nije se plasirala | Nije se plasirala |